# Pétunia (revue)
Pour les articles homonymes, voir Petunia (homonymie).
Pétunia est une revue d'art contemporain féministe imprimée en noir et blanc comprenant des textes en langue française et anglaise sans traduction.

## Historique
La revue Pétunia a été imaginée en 2004 par Claude, Valérie Chartrain, Lili Reynaud-Dewar et Mai Tran. En 2008, se joint au projet, Dorothée Dupuis, alors directrice de l'association Triangle France, à Marseille, qui devient la première directrice de la revue. Pétunia est aujourd'hui éditée par l'association à but non-lucratif Orlando et distribuée dans une quinzaine de pays et organise parfois des expositions et événements à travers le monde.

## Contenu
Libre de tout prisme géographique, politique ou de tendance, elle fait le constat non sans humour du "gender gap" (représentation lacunaire des femmes dans les divers outils d'informations générales et spécialisées) dans la critique de l'histoire de l'art en s'adressant à des contributeurs eux-mêmes majoritairement féminins. La composition de la revue n'impose aucune hiérarchie ni suprématie éditoriale. Un thème différent pour chaque numéro aux contributeurs par le comité de rédaction. Jusqu'ici ont pu être abordés les thématiques de la violence, de la famille ou encore de l'architecture chères aux "post-colonial studies", "cultural studies" ou encore " black studies." Plusieurs types de contenus y sont publiés : photographies, textes fictifs, entretiens, textes théoriques, ou projets d'artistes allant de la bande dessinée au portfolio sans restriction de formes. Son identité graphique noire et blanche jouant sur la typographie est très reconnaissable tout en étant confiée à un nouveau graphiste à chaque numéro.

## Numéros
No. 1 (2008) avec des contributions de : Damien Airault, Marcelle Alix, Mehraneh Atashi, Virginie Barré, Johanna Burton, Luca Cerizza, Elsa Dorlin, Dorothée Dupuis, Céline Duval, Pierre Giquel , Vincent Honoré, Mary Kelly, Alexandra Midal, Michelle Naismith, Mick Peter, Griselda Pollock, Lidwine Prolonge, Émilie Renard, Lili Reynaud Dewar, Bridget Riley, Benjamin Thorel, Giovanna Zapperri, et Emily Wardill. Conception graphique: Jan Mast.
No. 2 (2010), avec des contributions de : Damien Airault, Pauline Boudry / Renate Lorenz, Spartacus Chetwynd (en), Clémentine Deliss & Michelle Naismith, Anne Dressen, Carlos Fuentes, Regina José Galindo, Pierre Gicquel, Renske Janssen, Alexandra Midal, Lorraine O'Grady, Laetitia Paviani, Maroussia Rebecq, Émilie Renard, Caroline Sury, Benjamin Thorel, et Giovanna Zapperi. Conception graphique: Elamine Maecha.
No. 3 (2011), avec des contributions de : Katarina Burin, Frances Stark (en), Laetitia Paviani, Lina Viste Gronli, Nana Oforiatta Ayim, Géraldine Gourbe, Dorothée Dupuis, Emmanuelle Lainé, Clara Meister, Kitty Kraus, Lili Reynaud Dewar, Kathy Acker, Fiona Jardine, bell hooks, Mathieu Kleyebe Abonnenc, Sisters of Jam, Spartacus Chetwynd (en) et Elizabeth Diller. Conception graphique: Change is Good.
No. 4 (2012) avec des contributions de et des textes sur: Fabienne Audéoud, Alex Bag (en), Lili Reynaud Dewar; Sonya Dyer, Dorothée Dupuis, Valérie Chartrain, Jean-Charles Massera, Elisabeth Lebovici, Glenn Ligon, Ellen Cantor, Samara Davis, Sarah Ortmeyer, Ellen Harvey, Cassandra Lasch Edlefsen, Bruce Nauman, Luc Jeand'heur, Klara Liden, Alexander Fleming, Valerie Solanas, Caroline Achaintre, Matthew Darbyshire, et Olivia Dunbar. Graphisme: Susanna Shannon / Design Dept.
No. 5 (2013) avec des contributions de : Josephine Pride, Olivia Dunbar & Lisa Robertson (en), NG, Sylvère Lotringer, Cathy Wilkes (en), Martina-Sofie Wildberger, Liz Cohen (en), Sonia Leimer, Le Corps collectif, Olivia Dunbar, Natalie Czech, Dorothée Dupuis, Cécile Bicler, Kobena Mercer, Claire Guezengar, Marina Faust (en), Eileen Myles et Daria Martin. Conception graphique: Claire Moreux.
No. 6 (2014) avec des contributions de : Marie Angeletti, Kate Newby (en), Émilie Pitoiset, Susana Vargas Cervantes, Marina Pinsky, Buenos Tiempos International, Adriana Lara, Jana Euler, Anna-Sophie Berger, Myles Starr, Alexandra Zuckerman, Linda Nochlin & Julia Trotta, Tenzing Barshee, et Jeanne Graff. Conception graphique: Ramaya Tegene. 
No. 7 (2016) avec des contributions de : Caroline Mesquita, Grégoire Blunt & Emmy Skensved, Maite Garbayo Maetzu, Marlie Mul, Temra Pavlovic, Amy Sillman (en), Dorothy Howard, Raaya Tegene, Philipp Timichl, Dorota Gaweda & Eglè Kulbokaité, Daniel Berndt, Deniz Unal, Géraldine Beck & Miriam Leonardi, Frances Stark (en), Gil Karjevsky & Tali Keren, Deanna Havas & Haydée Marin-Lopez, Chanel Von Habsburg-Lothringen, Heather Guertin et Verena Dengler. Conception graphique: Noah Barker.